# Front Range
Front Range je pohoří v severní části středního Colorada, ve Spojených státech amerických.
Pohoří je součástí Jižních Skalnatých hor a je jeho největším horským pásmem.
Hory jsou vyhledávané pro turistiku, horolezectví, kempování, cyklistiku a lyžování.

## Geografie

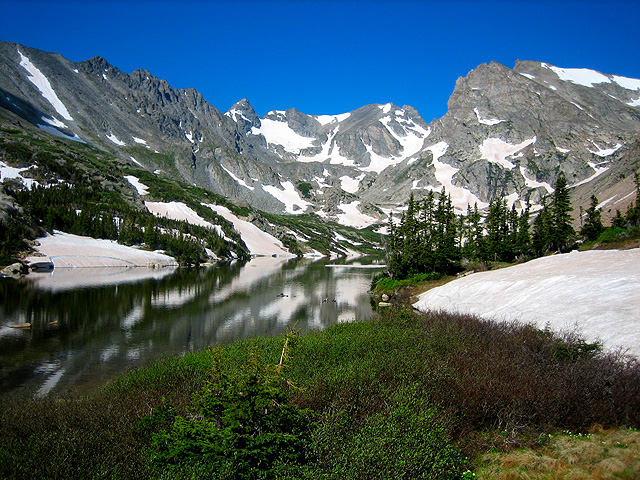
Jezero Isabelle a Indian Peaks

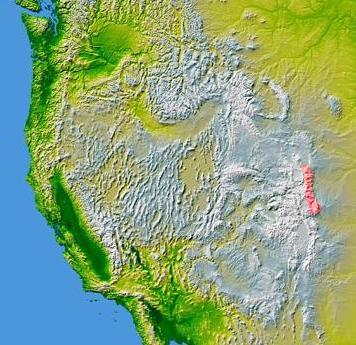
Front Range

Front Range má rozlohu 25 800 km2. Rozkládá se ze severu k jihu v délce přibližně 300 km, největší šířka ze západu na východ je 155 km.
Front Range je nejdelší kontinuální pohoří v Coloradu. Rozkládá se od hranic Wyomingu až k řece Arkansas. O pohoří se říká, že leží mezi horami Longs Peak na severu a Pikes Peak na jihu. Do severní části Front Range zasahuje jižní část Národního parku Skalnaté hory.
Vrcholy hor pohoří Front Range mají výšku okolo 4 200 m, strmé svahy vedou do hlubokých údolí v nadmořských výškách okolo 1 500 m. Nejvyšší vrcholy leží v severní a jižní části pohoří. Nejvyšší bod je Grays Peak (4 352 m), následují Torreys Peak (4 349 m), Mount Evans (4 348 m), Longs Peak (4 345 m) a Pikes Peak (4 301 m).

## Geologie
Geologicky mají hory klasickou stavbu Skalnatých hor, jsou tvořené prekambrickým granitem. Prekambrický granit vystupuje na povrch od výšek nad 2 400 m a tvoří nejvyšší vrcholy ležící na severu a jihu pohoří. Centrální část pohoří byla zasažena pleistocenním zaledněním, které zde vytvořilo specifickou modelaci terénu. V některých vrcholových částech pohoří se zachovali zarovnané povrchy. Nejrozlehlejším je tzv. flattop peneplén v nadmořské výšce 3 600 až 4 000 m.

## Členění pohoří
- Vasquez Mountains
- Tarryall Range
- Platte River Mountains
- Indian Peaks
- Rampart Range
- Kenosha Range
- Laramie Mountains
- Chicago Mountains[4]